# Kristina från Duvemåla
Kristina från Duvemåla (Kristina da Duvemåla) è un musical svedese in due atti, scritto da due componenti del gruppo ABBA. La musica è di Benny Andersson e il libretto è di Björn Ulvaeus, basato sui racconti dello scrittore svedese Vilhelm Moberg. Il musical è stato messo in scena da Lars Rudolfsson.
La prima ebbe luogo all’Opera di Malmö il 7 ottobre 1995 e ottenne un trionfo clamoroso. In due anni il teatro svedese diede ben 194 rappresentazioni, un successo a oggi insuperato in Svezia, nonostante la lunghezza ”wagneriana” della partitura (circa 4 ore, da una versione originale di addirittura 6 ore).
Kristina venne poi rappresentato all’Opera di Göteborg nel 1996, a Stoccolma nel 1998, in versione di concerto in una tournée svedese nel 2001, fino ad approdare negli Stati Uniti, in Minnesota, nei luoghi descritti dal musical.
Kristina da Duvemåla è stato anche tradotto in inglese e, in una versione più corta, è stato rappresentato alla Carnegie Hall di New York nel 2009 e alla Royal Albert Hall di Londra nel 2010. Il musical è tornato a Malmö nel 2022, in una versione in forma di concerto a Malmö Live.

## Trama
In un piccolo villaggio dello Småland, una regione della Svezia meridionale, a metà del XIX secolo, il sogno dell'America si va facendo sempre più forte. La carestia stava rendendo insopportabile la vita e la prospettiva di emigrare in un nuovo Paese era sempre più concreta. A chi osava intraprendere il lungo e pericoloso viaggio l’America prometteva un rifugio e un futuro. Alcuni uomini e donne audaci attraversarono quindi l'Atlantico; tra di loro ci sono Kristina e suo marito Karl-Oskar. Essi riescono a sopravvivere e a ricostruirsi una vita nel Minnesota, ma saranno messi a durissima prova dagli eventi. Kristina, che non smetterà mai di pensare con profonda nostalgia alla Svezia, morirà dopo un parto difficile tra le braccia di Karl-Oskar.

## Cast della prima
- Kristina – Helen Sjöholm
- Karl Oskar – Anders Ekborg
- Märta (madre di Karl Oskar) – Agneta von Hofsten
- Nils (padre di Karl Oskar far) – Bo Christer Hjelte
- Robert – Peter Jöback
- Anna – Mathilde Forslund
- Danjel – Tommy Juth
- Ulrika i Västergöhl – Åsa Berg
- Elin – Ylva Nordin/Jessica Axelsson
- Brusander – Clas Sköld
- Lönnegren – Lars Tibell
- Per Persson – Lennart Hillman
- Krusell – Johan Weigel
- Arvid – Lars Leishem
- Fina-Kajsa – Marianne Mörck
- Inga-Lena – Lena Hansson
- Kapten Lorenz – Hans-Christian Quist
- Pastor Jackson – Ed Damron
- Lill-Märta – Sally Palmquist Procopé, Diana Nord
- Thomassen – Olov Haugan
- Abbot – Lars Tibell
- Samuel Nöjd – Bengt Göran Persson
- Red Iron – Oscar Salazar

## Brani celebri
Diverse canzoni tratte da questo musical hanno riscosso grande successo. In particolare i brani Du måste finnas (Tu devi esistere) e Guldet blev till sand (L’oro è diventato sabbia). Il primo, una accorata eppure dubbiosa preghiera a Dio cantata da una Kristina in un momento di profondo sconforto, ha avuto fortuna anche nella sua versione inglese You have to be there, ripresa da Susan Boyle nel 2011. Il secondo è rimasto nella classifica dei dischi singoli svedesi per 110 settimane tra il 1997 e il 1999.

## Discografia
- Kristina från Duvemåla: Den kompletta utgåvan (1996)[7]